# Kōhei Kuroki
Kōhei Kuroki (japanisch 黒木 晃平 Kuroki Kōhei; * 31. Juli 1989 in der Präfektur Kumamoto) ist ein japanischer Fußballspieler.

## Karriere
Kuroki erlernte das Fußballspielen in der Schulmannschaft der Ozu High School und der Universitätsmannschaft der Saga-Universität. Von 2010 bis 2011 wurde er von der Universität an den Zweitligisten Sagan Tosu ausgeliehen. Mit dem Verein aus Tosu spielte er 20-mal in der zweiten Liga. 2011 wurde er mit Sagan Vizemeister der zweiten Liga und stieg somit in die erste Liga auf. Nach dem Ende der Ausleihe wurde er am 1. Februar 2012 von Sagan fest unter Vertrag genommen. Die Saison 2013 und 2014 wurde er an den Zweitligisten Roasso Kumamoto ausgeliehen. Nach Ausleihende nahm ihn der Verein, der in der Präfektur Kumamoto beheimatet ist, am 1. Februar 2015 fest unter Vertrag. Ende 2018 musste er mit Kumamoto den Weg in die Drittklassigkeit antreten. 2021 feierte er mit Kumamoto die Meisterschaft der dritten Liga und den Aufstieg in die zweite Liga.

## Erfolge
Roasso Kumamoto
- J3 League: 2021  ▲